# RFL Championship 1914-15
La Northern Rugby Football Union Championship de 1914-15 fue la vigésima temporada del torneo de rugby league más importante de Inglaterra.

## Formato
Las divisiones 1 y 2 fueron combinadas, enfrentándose a nivel de los condados de Lancashire y Yorkshire y posteriormente confeccionado una tabla global, esto provocó que los equipos enfrentaran una cantidad desigual de encuentros.
Posteriormente los cuatro mejores clasificados según el porcentaje de victorias clasificaron a las semifinales.
Se otorgaron 2 puntos por cada victoria, 1 por el empate y 0 por la derrota.

## Desarrollo

### Tabla de posiciones
| Pos. | Equipo               | Encuentros | Encuentros | Encuentros | Encuentros | Tantos | Tantos | Puntos | Porcentaje de triunfos |
| Pos. | Equipo               | PJ         | PG         | PE         | PP         | F      | C      | Puntos | Porcentaje de triunfos |
| ---- | -------------------- | ---------- | ---------- | ---------- | ---------- | ------ | ------ | ------ | ---------------------- |
| 1    | Huddersfield         | 34         | 28         | 4          | 2          | 888    | 235    | 60     | 88.24                  |
| 2    | Wigan                | 32         | 25         | 1          | 6          | 679    | 206    | 51     | 79.69                  |
| 3    | Leeds                | 34         | 24         | 3          | 7          | 486    | 207    | 51     | 75.02                  |
| 4    | Rochdale Hornets     | 34         | 24         | 2          | 8          | 306    | 194    | 50     | 73.53                  |
| 5    | Hull                 | 36         | 24         | 1          | 11         | 705    | 301    | 49     | 68.06                  |
| 6    | Broughton Rangers    | 30         | 18         | 1          | 11         | 308    | 289    | 37     | 61.66                  |
| 7    | St. Helens           | 32         | 19         | 0          | 13         | 368    | 342    | 38     | 59.37                  |
| 8    | Halifax RLFC         | 34         | 18         | 3          | 13         | 342    | 268    | 39     | 57.36                  |
| 9    | Oldham RLFC          | 34         | 17         | 4          | 13         | 375    | 301    | 38     | 55.89                  |
| 10   | Wakefield Trinity    | 32         | 17         | 1          | 14         | 309    | 340    | 35     | 54.69                  |
| 11   | Hull Kingston Rovers | 34         | 17         | 2          | 15         | 374    | 324    | 36     | 52.94                  |
| 12   | Widnes Vikings       | 32         | 14         | 3          | 15         | 291    | 292    | 31     | 48.44                  |
| 13   | Warrington           | 32         | 14         | 3          | 15         | 242    | 323    | 31     | 48.44                  |
| 14   | Batley Bulldogs      | 34         | 15         | 1          | 18         | 229    | 288    | 31     | 45.59                  |
| 15   | Leigh                | 31         | 14         | 0          | 17         | 252    | 185    | 28     | 45.16                  |
| 16   | Swinton Lions        | 30         | 13         | 1          | 16         | 171    | 240    | 27     | 45                     |
| 17   | Dewsbury Rams        | 32         | 12         | 2          | 18         | 310    | 353    | 26     | 40.62                  |
| 18   | Hunslet FC           | 32         | 12         | 0          | 20         | 298    | 356    | 24     | 37.5                   |
| 19   | Bradford Northern    | 32         | 11         | 1          | 20         | 249    | 464    | 23     | 35.93                  |
| 20   | Bramley RLFC         | 32         | 11         | 1          | 20         | 143    | 474    | 23     | 35.93                  |
| 21   | Salford              | 30         | 8          | 4          | 18         | 134    | 313    | 20     | 33.33                  |
| 22   | Barrow Raiders       | 32         | 10         | 1          | 21         | 288    | 363    | 21     | 32.81                  |
| 23   | York FC              | 32         | 9          | 2          | 21         | 261    | 422    | 20     | 31.25                  |
| 24   | Keighley Cougars     | 30         | 6          | 2          | 22         | 120    | 542    | 14     | 29.37                  |
| 25   | Runcorn RFC          | 27         | 0          | 1          | 26         | 84     | 590    | 1      | 1.85                   |

|  | Semifinalistas. |

### Semifinales
| 1915 | Huddersfield | 33 - 2 | Rochdale Hornets |  |  |

| 1915 | Wigan | 4 - 15 | Leeds |  |  |

### Final
| 1915 | Huddersfield | 35 - 2 | Leeds |  |  |

| Bandera de Inglaterra       |
| Campeón Huddersfield Giants |
| Tercer título               |